# 히트맨 (2007년 영화)
《히트맨》(영어: Hitman)은 2007년 공개된 미국의 액션 스릴러 영화로, 게임 시리즈 《히트맨》이 원작이다.
2015년 리부트작 《히트맨: 에이전트 47》이 개봉하였다.

## 출연진
- 티머시 올리펀트 - 에이전트 47 역
- 두그레이 스콧 - 마이크 휘티어 역
- 로버트 네퍼 - 유리 마르코프 역
- 올가 쿠릴렌코 - 니카 보로니나 역
- 울리크 톰센 - 미하일 벨리코프 역
- 헨리 이언 큐식
- 제임스 포크너
- 에리크 에부아네
- 사빈 크로슨
- 아센 블라테치키

## 기타 제작진
- 공동 제작: 대니얼 올터
- 배역: 부슈라 파크리, 크리스천 캐플런, 데비 맥윌리엄스
- 미술: 자크 뷔프누아르
- 세트: 베로니크 멜레리
- 의상: 올리비에 베리오

## 같이 보기
- 비디오 게임을 원작으로 한 영화 목록